# Nomenia duodecimlineata
Nomenia duodecimlineata är en fjärilsart som beskrevs av Alpheus Spring Packard 1874. Nomenia duodecimlineata ingår i släktet Nomenia och familjen mätare. Inga underarter finns listade i Catalogue of Life.